# Pavetta catophylla
Pavetta catophylla är en måreväxtart som beskrevs av Karl Moritz Schumann. Pavetta catophylla ingår i släktet Pavetta och familjen måreväxter. Inga underarter finns listade i Catalogue of Life.